# Jaber I Al-Sabah
Jaber I Al-Sabah (in arabo جابر بن عبد الله الصباح‎?; Kuwait 1772 – 1859) è stato uno sceicco kuwaitiano in carica dal 1814 al 1859.

## Regno
Era il figlio maggiore di Abd Allah I Al-Sabah.
Il governo britannico aveva proposto allo sceicco di far diventare il suo paese un protettorato britannico.
Lo sceicco organizzò un servizio di distribuzione di riso e pane per i poveri.
Si sposò ed ebbe 14 figli, 10 maschi e 4 femmine.
Gli succedette il figlio maggiore Sabah II Al Sabah.